# Dario Mangiarotti
Dario Mangiarotti  (Milán, 18 de diciembre de 1915-Lavagna, 9 de abril de 2010) fue un deportista italiano que compitió en esgrima, especialista en la modalidad de espada.
Participó en dos Juegos Olímpicos de Verano en los años 1948 y 1952, obteniendo en total tres medallas, plata en Londres 1948 y oro y plata en Helsinki 1952. Ganó nueve medallas en el Campeonato Mundial de Esgrima entre los años 1937 y 1953.

## Palmarés internacional
| Juegos Olímpicos   | Juegos Olímpicos          | Juegos Olímpicos  | Juegos Olímpicos   |
| Año                | Lugar                     | Medalla           | Prueba             |
| ------------------ | ------------------------- | ----------------- | ------------------ |
| 1948               | Londres (Reino Unido)     | Medalla de plata  | Espada por equipos |
| 1952               | Helsinki (Finlandia)      | Medalla de oro    | Espada por equipos |
| 1952               | Helsinki (Finlandia)      | Medalla de plata  | Espada individual  |
| Campeonato Mundial |                           |                   |                    |
| Año                | Lugar                     | Medalla           | Prueba             |
| 1937               | París (Francia)           | Medalla de oro    | Espada por equipos |
| 1938               | Pieštany (Checoslovaquia) | Medalla de bronce | Espada por equipos |
| 1947               | Lisboa (Portugal)         | Medalla de bronce | Espada por equipos |
| 1949               | El Cairo (Egipto)         | Medalla de oro    | Espada individual  |
| 1949               | El Cairo (Egipto)         | Medalla de oro    | Espada por equipos |
| 1950               | Montecarlo (Mónaco)       | Medalla de oro    | Espada por equipos |
| 1950               | Montecarlo (Mónaco)       | Medalla de plata  | Espada individual  |
| 1951               | Estocolmo (Suecia)        | Medalla de plata  | Espada por equipos |
| 1953               | Bruselas (Bélgica)        | Medalla de oro    | Espada por equipos |